# فينانسيو غارسيا
فينانسيو غارسيا (بالإسبانية: Venancio Pérez)‏ (22 أبريل 1921 بسيستاو في إسبانيا - 28 نوفمبر 1994 بسان سيباستيان في إسبانيا) هو لاعب كرة قدم إسباني في مركز الهجوم. شارك مع منتخب إسبانيا لكرة القدم. أما مع النوادي، فقد لعب مع أتلتيك بيلباو ونادي باراكالدو وSD Erandio Club ‏.

## وصلات خارجية
- فينانسيو غارسيا على موقع قاعدة بيانات كرة القدم.إي يو (الإنجليزية)
- فينانسيو غارسيا على موقع قاعدة بيانات كرة القدم.إي يو (الإنجليزية)
- فينانسيو غارسيا على موقع ناشيونال فوتبول تيمز (الإنجليزية)